# 東斯拉夫民族

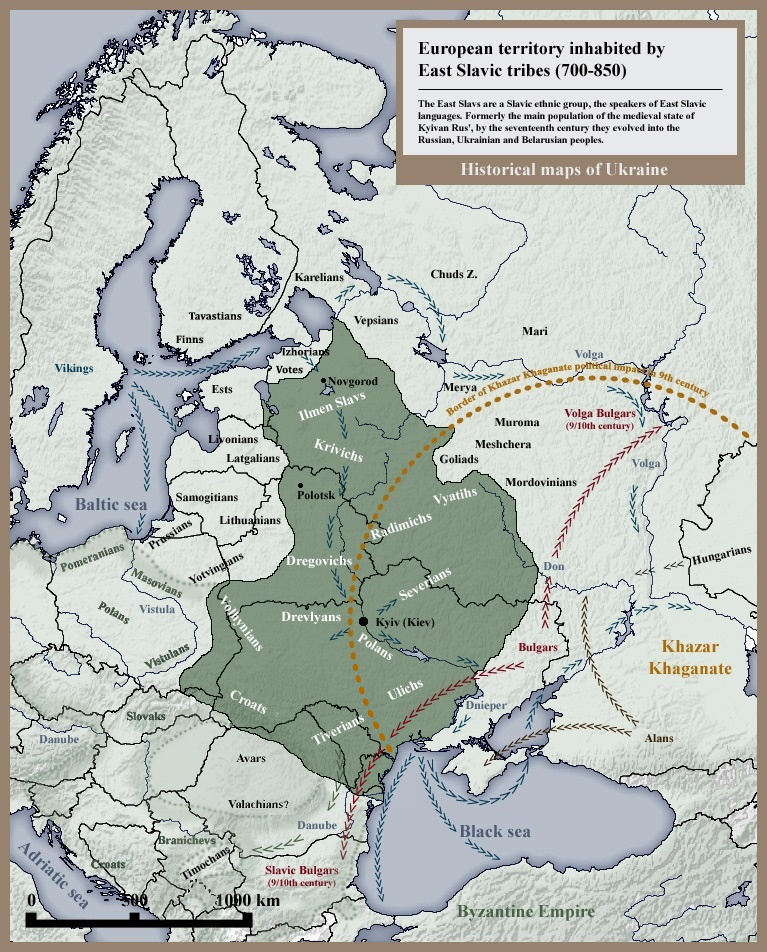
第一個東斯拉夫國家 - 8-9世紀

東斯拉夫人（白俄羅斯語：Усходнія славяне；俄語：Восточные славяне；烏克蘭語：Східні слов'яни）指講斯拉夫語族東斯拉夫語支語言的斯拉夫人 ，今已主要逐漸演變為俄羅斯人、烏克蘭人和白俄羅斯人三大主要民族。
在俄羅斯民族形成初期，俄羅斯、白俄羅斯、烏克蘭還是同一個民族，基輔羅斯被認為是三個現代東斯拉夫人國家的前身。弗拉基米爾·斯維亞托斯拉維奇和他的兒子雅羅斯拉夫統治的時期，被認為是基輔的黃金時期。當時他們接納了基督信仰（東正教），也創立了罗斯法典。12至14世紀，古羅斯政治、經濟、文化中心由基輔向東北部的弗拉基米爾轉移，進入羅斯歷史上的諸公割據時代，古羅斯部族逐漸分裂成大俄羅斯人（俄羅斯人）、小俄羅斯人（烏克蘭人）和白俄羅斯人等多個支系。基輔羅斯之後，東斯拉夫人經歷戰亂割據統合、遷移分化融合，逐漸形成現代三個主要民族。三個民族語言十分接近，相互能夠直接交流。東斯拉夫人主要分布於俄羅斯聯邦、烏克蘭、白俄羅斯及俄羅斯飛地加里寧格勒州等前蘇聯國家。

## 現代東斯拉夫人
- 白俄羅斯人
  - 利特温人
- 俄羅斯人
  - 利波万人
  - Polekhs（英语：Polekhs）
  - 波默爾人
  - Vyatichi（英语：Vyatichi）
- 盧森尼亞人
  - 博伊科人
  - 胡楚爾人
  - 蘭科人

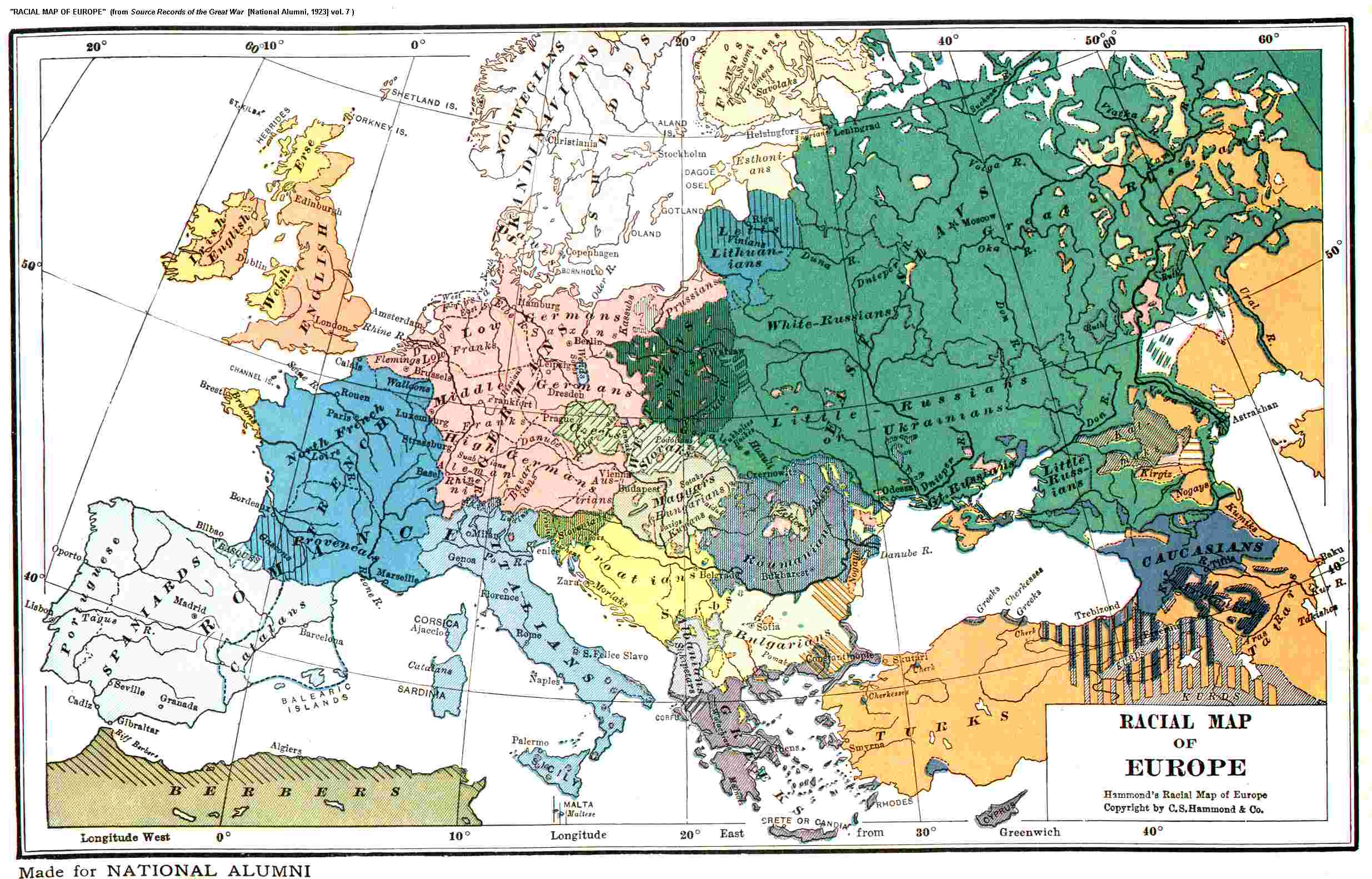
1923年英國對歐洲的民族概念圖

  - Pannonian Rusyns（英语：Pannonian Rusyns）
- 烏克蘭人

- 過渡民族
  - 哥薩克 (俄羅斯-烏克蘭-白俄羅斯)
  - Goryuns（英语：Goryuns） (俄羅斯-烏克蘭-白俄羅斯)
  - Poleshuks（英语：Poleshuks） (白俄羅斯-烏克蘭)

## 圖片集

俄國家庭，約攝於1910年
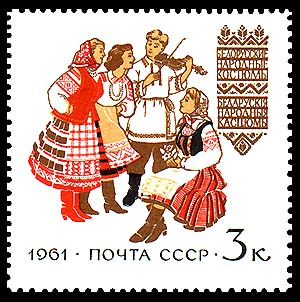
穿著傳統服飾的白俄羅斯人
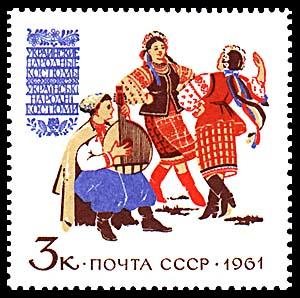
穿著傳統服飾的烏克蘭人
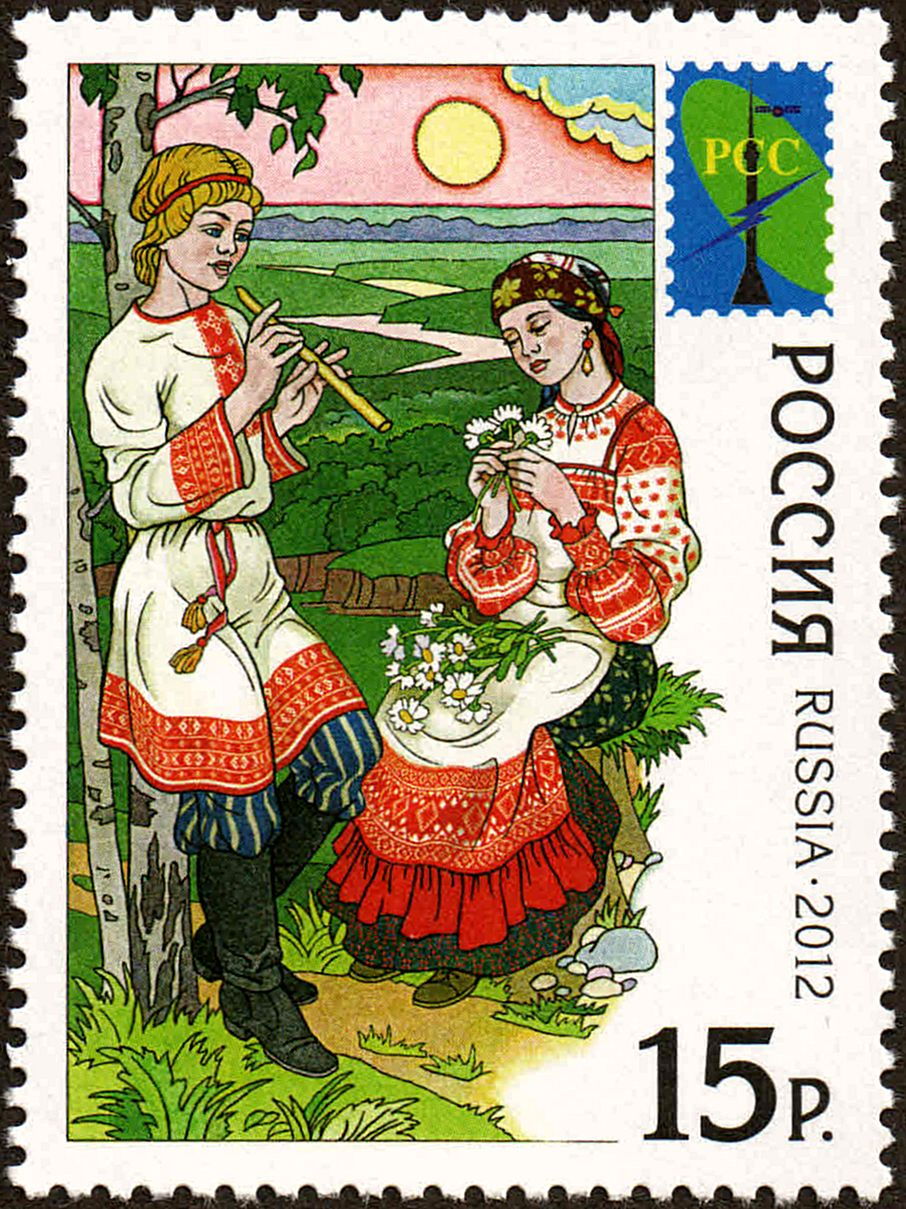
沃洛格達省的俄羅斯人傳統服飾
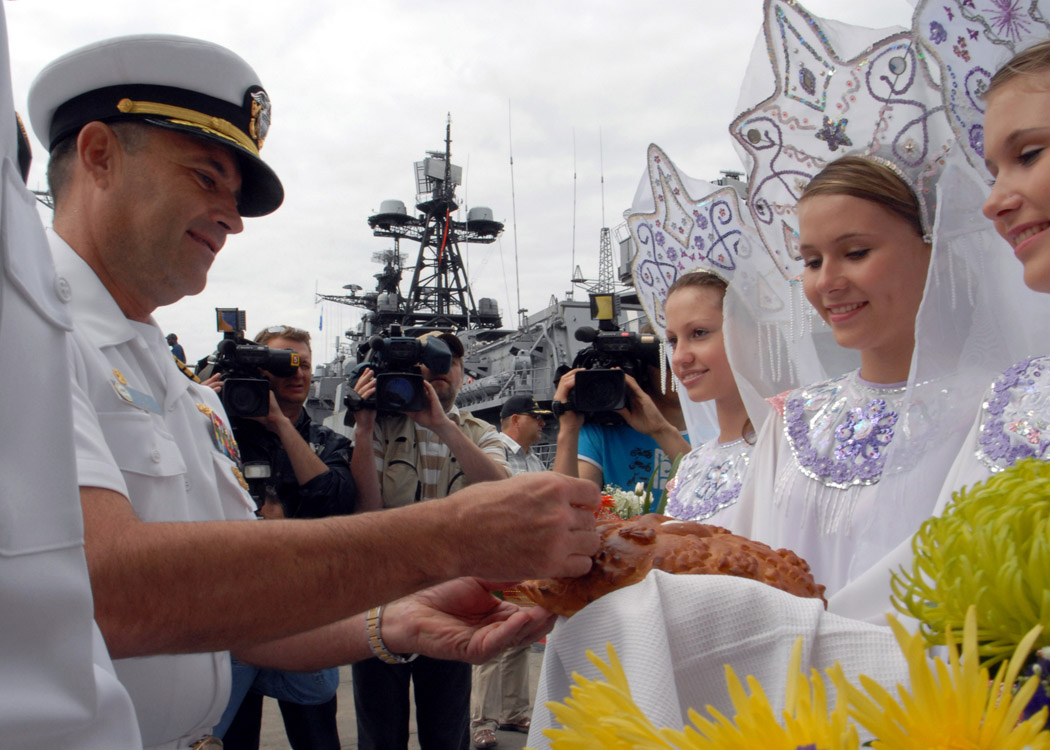
麵包和鹽儀式中穿著傳統服飾的俄國女孩，攝於海參崴
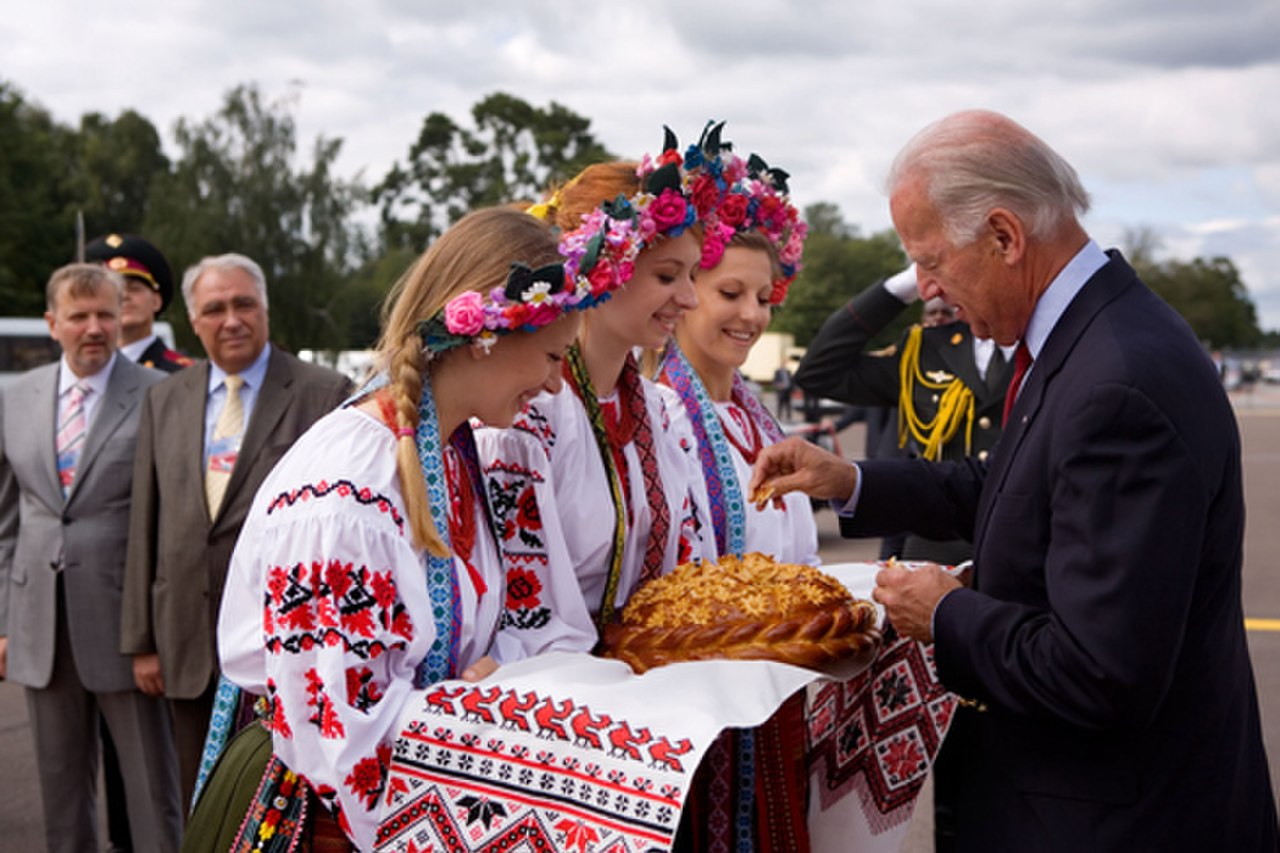
美國副總統喬·拜登在2009年7月訪問烏克蘭時用麵包蘸鹽